# Matthias Oeder
Matthias Oeder (auch Matthias Öder, * möglicherweise in Freiberg oder Annaberg; † 1614) war ein kursächsischer Markscheider, Landvermesser und Kartograf.

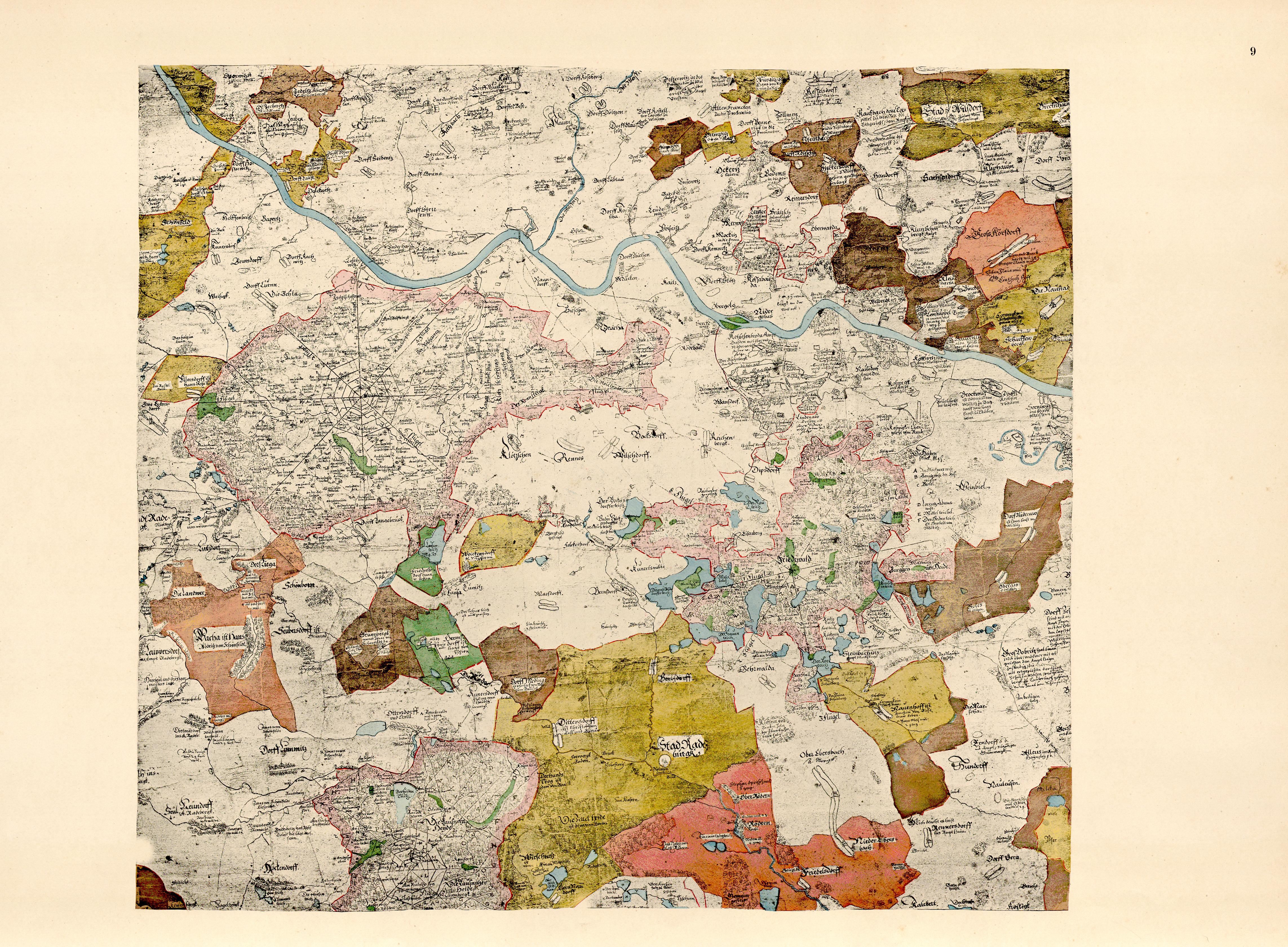
Oeder, Tafel IX mit Dresden (gesüdete Karte)

## Leben und Wirken

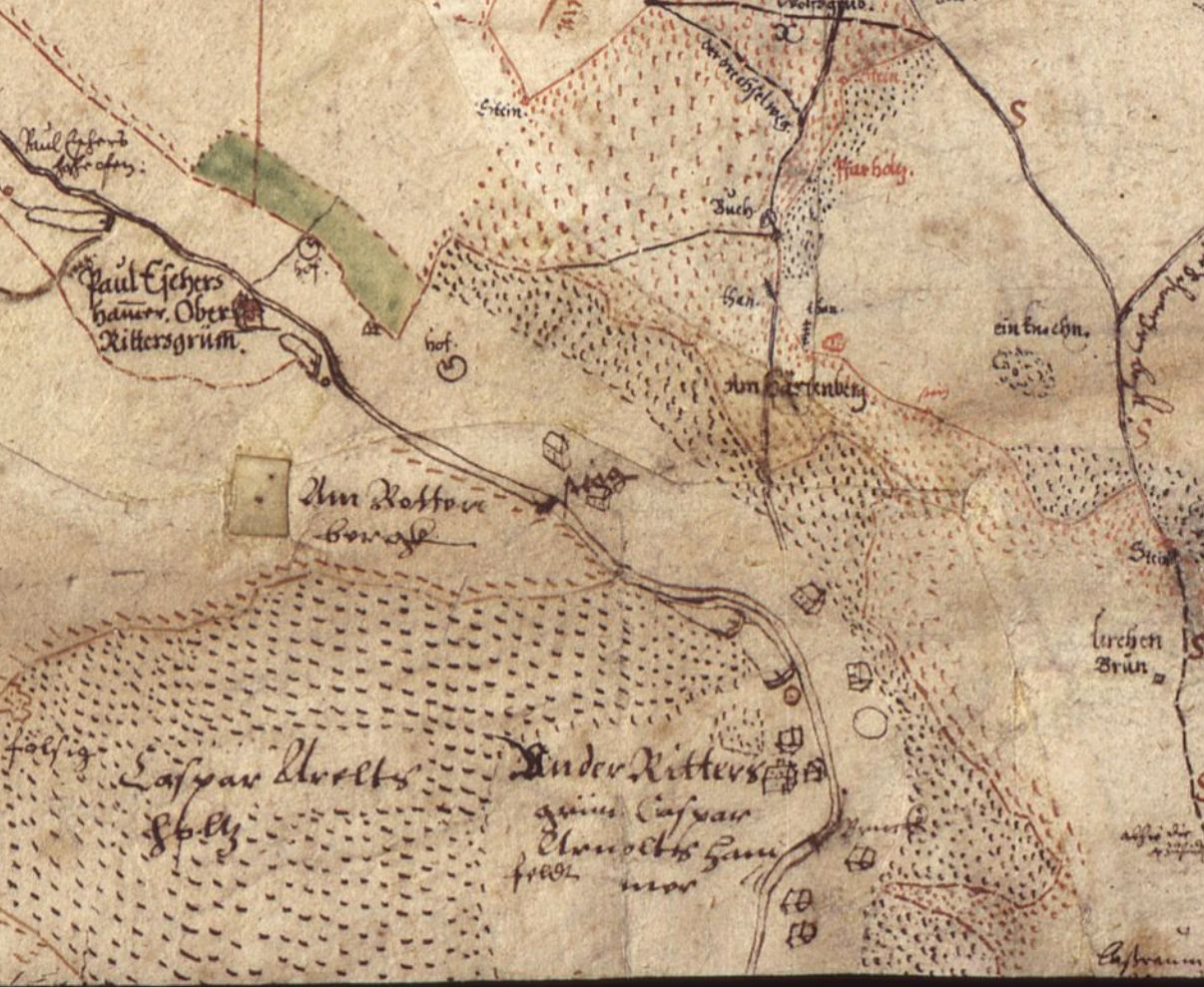
Ausschnitt aus einem Blatt des Ur-Oeder: Arnoldshammer und Rittersgrün

Matthias Oeder entstammte einer Annaberger Landvermesserfamilie, bereits sein Vater Georg Oeder (1511–1581) ging diesem Beruf nach. Er begann 1586 während der letzten Tage der Regentschaft des sächsischen Kurfürsten August und dann der dessen Sohns Christian I. (1586–1591) mit dem Kartenwerk der Ersten Kursächsischen Landesaufnahme.
Die „Original Oeder“- oder „Ur-Oeder“-Karten entstanden im Maßstab 1:13.333 1/3 bis 1607. Diese stellten eine eher skizzenhafte Version dar, übertrafen jedoch trotzdem alle bis dahin in Deutschland existierenden Karten.
Oeder selbst arbeitete an dem Werk bis zu seinem Tod 1614 während der Regierungszeit von Johann Georg I. Sein noch unvollendetes Werk wurde von seinem Neffen und Nachfolger Balthasar Zimmermann im viertel so großen Maßstab 1:53.333 1/3 („Oeder-Zimmermann“) als ausgearbeitete Version fortgesetzt, bis es inmitten des Dreißigjährigen Kriegs und durch den Tod Zimmermanns 1633 oder 1634 zu einem Ende kam. Bei dieser Ausarbeitung kam es zu diversen Abweichungen zum Ur-Oeder, aus den verschiedensten Gründen.
Das bis dahin unveröffentlichte Kartenwerk Oeders wurde zum 800. Regierungsjubiläum des Hauses Wettin 1889 bei Stengel & Markert in Dresden auf 17 kolorierten Karten herausgegeben.

## Werke
- Die erste Landesvermessung des Kurstaates Sachsen auf Befehl des Kurfürsten Christian I. ausgeführt von Matthias Oeder (1586–1607). Zum 800jährigen Regierungs-Jubiläum des Hauses Wettin. Stengel & Markert, Dresden 1889.